# Бонополис
Бонополис (порт. Bonópolis) — муниципалитет в Бразилии, входит в штат Гояс. Составная часть мезорегиона Север штата Гойяс. Входит в экономико-статистический  микрорегион Порангату. Население составляет 2572 человека на 2006 год. Занимает площадь 1628,479 км². Плотность населения — 1,6 чел./км².
Праздник города — 12 октября.

## Статистика
- Валовой внутренний продукт на 2003 год составляет 29 494 354,00 реалов (данные: Бразильский институт географии и статистики).
- Валовой внутренний продукт на душу населения на 2003 год составляет 11 414,22 реалов (данные: Бразильский институт географии и статистики).
- Индекс развития человеческого потенциала на 2000 год составляет 0,683 (данные: Программа развития ООН).